# 金迪亞省
金迪亞省是西非國家畿內亞的33個省之一，位於該國西南部，由金迪亞大區負責管轄，首府設於金迪亞，北臨泰利梅萊省、皮塔省和達拉巴省，東接馬木省，南毗塞拉利昂和福雷卡里亞省，西鄰科亞省和杜布雷卡省，面積9,115平方公里，人口約286,000。